# Liz Snoijink
Liz Snoijink, née le 19 novembre 1955 à Goirle, est une actrice néerlandaise.

## Vie privée
Elle fut l'épouse de l'écrivain Tim Krabbé, avec qui elle a eu un fils, prénommé Esra.

## Filmographie

### Cinéma
- 1983 : L'Ascenseur de Dick Maas : Vrouw[3]
- 1985 : Paul Chevrolet and the Ultimate Hallucination de Pim de la Parra[4]
- 1991 : Revelations of an Insomniac de Pim de la Parra : Lydia[5]
- 2001 : De vriendschap de Nouchka van Brakel : Carola van Eysbergen[6]
- 2003 : Phileine Says Sorry de Robert Jan Westdijk : La mère de Lotti[7]
- 2006 : Slaughter Night de Frank van Geloven et Edwin Visser[8]

### Téléfilms
- 1981 : Ik verzin wel iets
- 1983 : Mensen zoals jij en ik (nl)
- 1983 : Willem van Oranje (nl) : Anna van Buren
- 1986-1987 : Dossier Verhulst (nl) : Lucy Verhulst-Van Delden
- 1987 : Moordspel (nl) : Panellid
- 1990 : Vrienden voor het leven (nl) : Renée
- 1992 : Oppassen!!! (nl) : Annejet Buys
- 1993 : In de Vlaamsche pot (nl) : zichzelf
- 1993-1994 : Vrouwenvleugel (nl) : Jacqueline Karstens
- 1994 : Medisch Centrum West (nl) : Barbara van Dam
- 1996 : Jansen, Jansen (nl) : Pien
- 1997 : Inspecteur de Cock (Baantjer) : Sylvia Hubar
- 1999 : Kees & Co (nl) : Maaike Lida
- 2003-2005 : Meiden van De Wit (nl) : Emma de Wit-Verstraeten
- 2006 : Wie is de Mol? (nl)
- 2007 : Onderweg naar Morgen : Leonore van Haaften
- 2007-2008 : Julia's Tango (nl) : Maria Zonneveld
- 2007 : 't Schaep met de 5 pooten (nl) : Mevrouw Bastiaanse
- 2008 : Kinderen geen bezwaar (nl) : Gea
- 2009 : Jardins secrets (Gooische Vrouwen) : Carla Callewaert
- 2012 : Dokter Deen (nl) : Heleen van der Meer
- 2013 : Freddy, leven in de brouwerij (nl) : Lucille Cummins
- 2020 : Dit zijn wij (nl) : Mère d'Anna